# Windows影像中心
Windows影像中心（英語：Windows Photo Gallery；前稱：Digital Image Photo Library、Windows相片圖庫、Windows Live影像中心）是由微軟開發的Windows程式集軟件，組織、編輯和共享影像。

## 概觀
Windows影像中心有提供管理，標籤，搜尋功能及HD高解析度照片。它還提供了一個相片瀏覽器，可以取代傳統操作系统圖像瀏覽器，和一個照片導入工具，可以用來拿取照片或從相機或其他可移動式多媒體。
如果您使用HD攝影機，請務必從Windows XP SP2或以上版本升級到Windows Vista Home Premium及Ultimate才能夠搭配使用影像中心。
您也可以直接上傳圖片至Windows Live Spaces及Flickr。微軟宣稱，他可以兼容各種協議，讓用戶也可以上載到其它圖片共享網站上。Windows Live影像中心 也可以從Windows Live Spaces下載圖片。它可以發佈至MSN。
先來比較一下Windows Live影像中心和Windows Vista內建Windows相片圖庫，以及新的功能包括：
- 可以使用導出工具導出影片或者圖片，可以用來查看、選擇和對對圖片標籤。也可以按照時間自動分組。[5]
- 查看圖片的彩色柱狀統計圖帶有按陰影強調，或者改變圖片的銳度。[6]
- 使用微軟研究院研發的圖片拼接功能。[7]
- 重新調整圖片的大小，[8]和輪換的影片。
- 支援觀看QuickTime的影片（需安裝QuickTime 7才能使用）。

雖然Windows Live影像中心只是Windows相片圖庫的升級版本，其實別的軟體（像是Vista專用的Windows Slideshow，Windows Live Movie Maker或資訊看板等）只要是Windows Vista的核心軟體都無法支援Windows XP。

## 功能

### 照片管理
Windows影像中心通過向照片添加標題、評級、標題和自定義元數據標籤，可以在其庫視圖中組織數字照片集。標記和管理視頻文件的支持也有限，但不能編輯它們。
Windows影像中心使用分層標記的概念（People/Jim, Places/Paris）來組織照片。從Windows影像中心中刪除標記也會將其從實用程序中的所有照片中刪除。Adobe Systems的可擴展元數據平台（XMP）元數據標準，也是幾乎所有數碼相機目前支持的無處不在的Exif標準的後代，也受到支持。這樣可以比EXIF或IPTC更有效地存儲和編輯標籤等數據。
Windows影像中心還支持地理標記和人員標記（帶面部檢測和識別）。對於某些受支持的圖像文件類型，可以使用Microsoft People Tag XMP Schema讀取和保存People Tags。

### 照片編輯
Windows影像中心允許編輯照片以進行曝光或色彩校正。它還提供其他基本的照片編輯功能，例如調整大小、裁剪和減輕紅眼。用戶可以查看照片的顏色直方圖，從而可以調整照片的陰影、高光和清晰度。此外，Windows影像中心還包括編輯工具，如瑕疵清除和降噪。
Windows Research開發的照片編輯技術，包括全景拼接，照片保險絲和AutoCollage也包含在Windows照片庫中。
Windows影像中心還支持批量調整照片大小的功能，可以在一個操作中調整多張照片的大小，以及旋轉視頻的功能。

### 導入工具
Windows影像中心的導入工具可以查看、選擇和標記按日期自動分組的照片。

### 支持格式
Windows影像中心基於使用Windows Imaging Component（WIC）庫的PIX引擎。該應用程序具有本機元數據處理和標記支持，並且由於Windows Imaging Component是可擴展的，因此它可以組織和查看安裝了第三方WIC編解碼器的任何圖像格式。因此，支持的格式取決於Windows版本，QuickTime/raw image formats/Webp的其他WIC編解碼器，以及平台更新，例如JPEG（.jpg, .jpeg），BMP（.bmp），PNG（.png）， TIFF（.tif, .tiff），HD Photo .wdp（JPEG XR .jxr）和GIF（.gif）圖像，以及最常見的視頻格式。Windows影像中心使用Windows Color System。無法查看沒有WIC編解碼器的舊版圖像格式，如PCX和WMF。對於動畫GIF，僅顯示單個幀。

## 版本

### Windows相片圖庫
主題照片幻燈片具有平滑過渡，僅在Home Premium和Ultimate版本中可用。

### Windows影像中心

#### 2012 Wave 5
引入了AutoCollage功能，允許用戶自動創建圖像拼貼，以及將視頻發佈到Vimeo的功能。